# Ordnance QF 25 lb Short
L'Ordnance QF 25 pounder Short era una variante australiana dell'obice-cannone campale britannico Ordnance QF 45 lb, modificato per aumentarne la mobilità per la guerra nella giungla. Lo sviluppo iniziò nel 1942 e l'arma entrò un servizio con l'Esercito australiano l'anno successivo. Venne impiegato da diversi reggimenti della Royal Australian Artillery nel teatro del Pacifico sud-occidentale della seconda guerra mondiale, prima di essere radiato per obsolescenza nel 1946.
Lo sviluppo del OQF 25-pdr Short fu un importante risultato per l'industria della difesa australiana e fornì all'esercito un'arma adatta alle condizioni ambientali del Pacifico sud-orientale. Tuttavia le prestazioni del pezzo erano inferiori al cannone-obice originale e ricevette valutazioni contrastanti dagli artiglieri.

## Storia

### Contesto
L'esercito australiano ricevette il QF 25 pdr di produzione inglese nel 1940, dando ottima prova di sé e diventando l'equipaggiamento standard delle batterie campali australiane a partire dal 1943. Nel gennaio 1940 il governo australiano aveva approvato la produzione domestica di questo pezzo. Venne appositamente realizzato un complesso industriale statale a Maribyrnong (Victoria) e l'industria privata venne incaricata di produrre pezzi addizionali. Quasi tutti i componenti dei cannoni erano prodotti in Australia, con circa 200 aziende fornitrici coinvolte. Il primo QF 25 pdr di produzione australiana venne completato a maggio 1941; 1.527 cannoni consegnati prima della fine della produzione, alla fine del 1943.
Il pezzi da 25 libbre standard ben si adattava agli ampi spazi aperti del teatro mediterraneo e medio-orientale ma l'impiego si dimostrò più difficoltoso nella giungla. La sviluppata rete stradale della Malesia britannica consentì il traino meccanico dei pezzi durante la campagna della Malesia, mentre le strade sterrate e le scarse infrastrutture della Nuova Guinea fecero sì che i pezzi venissero spostati dalle coste e dagli aeroporti solo a mano. Di conseguenza, nella campagna della Nuova Guinea i fanti australiani spesso non ebbero armi di supporto più pesanti del mortaio ML 3 inch.

### Progetto
Le difficoltà incontrate nel rischieramento delle artiglierie in Nuova Guinea resero necessario un cannone che potesse essere scomposto in carichi più leggeri e trasportato per via aerea o su jeep. L'esercito disponeva solo di pochi cannoni da montagna britannici QF 3.7 inch e l'ordine australiano per il M1 Pack 75 mm statunitense non poteva essere immediatamente evaso. A settembre 1942, il Direttore dell'artiglieria dell'esercito, il brigadier generale John O'Brien, suggerì di soddisfare questo requisito sviluppando una variante del pezzo da 25 libbre standard. La proposta venne accettata. Lo sviluppo del pezzo venne condotto da esercito, Direttorato della produzione di artiglieria e dalla Charles Ruwolt Pty Ltd. a partire dal settembre 1942 ed il primo prototipo soddisfacente fu pronto a gennaio dell'anno successivo. L'esercito ricevette subito dopo un primo lotto di 38 obici scomponibili, schierandone alcuni in Nuova Guinea.

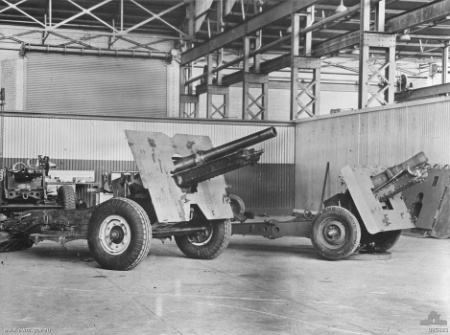
QF 25 pdr Standard (a sinistra) e Short (a destra). Il prototipo era dotato di scudo, poi rimosso sui pezzi di serie.

Il nuovo cannone montava la maggior quantità possibile di componenti del QF 25 pdr Standard, ma includeva diverse importanti modifiche intese a ridurne il peso. Queste includevano l'accorciamento di canna e recuperatore, l'alleggerimento dell'affusto ed un nuovo sistema di assorbimento del rinculo sviluppato inizialmente per adattare il cannone al carro armato incrociatore di concezione australiana Sentinel. Il pezzo pesava circa 1,25 tonnellate, aveva una canna di 1.266 mm ed una gittata massima di circa l'87% rispetto al pezzo standard. Il QF 25 pdr. Short utilizzava tre cariche di lancio standard per una gittata massima di 10.400 metri, che aumentava a 11.500 usando la super carica (consentita solo in caso di emergenza a causa degli sforzi cui sottoponeva l'affusto). Il pezzo sfruttava la stessa gamma di munizioni dell'obice-cannone standard, comprendente granate HE, perforanti, fumogene, illuminanti, caricate a gas o di volantini di propaganda. Il prototipo era dotato di scudatura, che venne poi rimossa o non installata sulle armi di serie.
Per incrementare la mobilità del QF 25 pounder Short il cannone poteva essere scomposto in 13 o 14 carichi in meno di due minuti, che potevano essere paracadutati dagli aerei o stipati sulle jeep. Di questi carichi, solo il recuperatore e la sezione frontale dell'affusto pesavano più di 135 kg. Il pezzo assemblato poteva comunque essere trainato da una jeep, opzione vantaggiosa in quanto anche il veicolo poteva essere aviotrasportato. L'affusto differiva notevolmente da quello standard ed includeva da una nuova culla, coda ed assale; inizialmente l'affusto era dotato di stabilizzatori per ridurre lo sforzo sulle ruote durante il fuoco, ma questi vennero in seguito rimossi poiché causavano durante la retromarcia o ad alta velocità.
I test iniziali sul prototipo di pezzo corto furono completati all'inizio di dicembre 1942. Il II gruppo del 1st Field Regiment provò il cannone sul campo in Nuova Guinea all'inizio del 1943. La produzione su larga scala iniziò nello stesso periodo, dopo alcune modifiche minori suggerite dall'esperienza, con un ordine iniziale di 112 cannoni da parte dell'esercito. Successivamente venne piazzato un secondo ordine per 100 esemplari; questo lotto era montato su un affusto modificato Mark II, con ruote più larghe e pneumatici per risolvere i problemi di instabilità incontrati sui cannoni del primo lotto. Complessivamente furono realizzati 213 obici-cannoni prima che la produzione terminasse nel 1944. La denominazione ufficiale del pezzo era Ordnance QF 25-pounder Short (Aust) Mark I, ma i soldati australiani lo ribattezzarono snort, "sbuffo".

### Impiego operativo

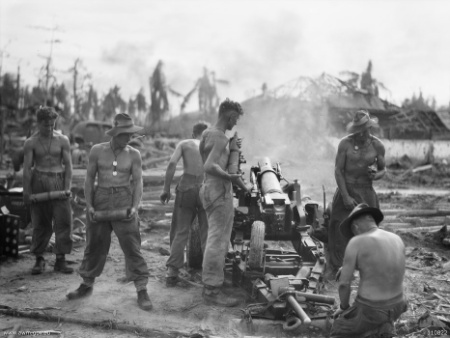
Artiglieri del 2/4th Field Regiment fanno fuoco con un 25 pounder Short sulle posizioni giapponesi durante la battaglia di Balikpapan nel luglio 1945.

I pezzi QF 25 pdr Short giunsero ai reggimenti di artiglieria di prima linea nell'agosto 1943 nell'ambito della riorganizzazione delle unità di combattimento in jungle division. Questa nuova struttura prevedeva che una delle tre batterie di ogni reggimento d'artiglieria campale venisse riequipaggiata con il nuovo obice-cannone corto. Le batterie campali equipaggiate con questo pezzo erano organizzate normalmente su un comando e due troop, ognuno su quattro cannoni, sette jeep ed un trattore Caterpillar D6. Come il 25 pdr Standard, ogni pezzo era operato da una squadra di 6 uomini. Il comandante dell'artiglieria della New Guinea Force, brigadier generale L.E.S. Barker, preferiva il M1 Pack 75 mm al QF 25 pdr Short e tentò di annullare la consegna del nuovo cannone, ma gli venne impedito da O'Brien. Il primo impiego in azione avvenne da parte della 7th Division durante lo sbarco di Nadzab, quando un distaccamento del 2/4th Field Regiment venne paracadutato da cinque C-47 con due cannoni. Un pezzo venne assemblato e messo in batteria in un'ora, ma il freno di sparo ed il recuperatore dell'altro richiesero due giorni per essere ritrovati in mezzo all'erba alta. Il QF 25 pdr Short continuò ad equipaggiare alcune unità di artiglieria australiane in Nuova Guinea, nelle Isole Salomone e nel Borneo fino alla fine della guerra. Venne radiato per obsolescenza nel 1946.
Il pezzo corto ricevette un'accoglienza contrastante dai cannonieri e fu particolarmente impopolare tra le unità di artiglieria che in precedenza avevano usato il 25 libbre standard in Medio Oriente. A volte i cannoni venivano messi fuori uso dai danni causati dal violento rinculo. Inoltre avevano la tendenza a saltare alle basse elevazioni; a ciò rimediavano gli artiglieri poggiandosi sulle code d'affusto, un espediente precedentemente utilizzato sull'obice Ordnance QF 4,5 in. Altre limitazioni includevano la bassa cadenza di tiro (3-4 colpi al minuti) e le difficoltà di traino. Preoccupazioni vennero avanzate anche sulla qualità delle lavorazioni, tanto che il comandante del 2/4th Field Regiment respinse un lotto di pezzi inviati alla sua unità prima dell'operazione di Nadzab; tuttavia gli ispettori conclusero che la maggior parte delle critiche erano infondate. La carenza più importante riscontrata, rispetto al pezzo standard, fu la sua ridotta gittata. Come risultato finale dell'esperienza bellica, la 9th Division raccomandò che i pezzi venissero riservati al loro ruolo specifico invece che impiegati di routine accanto al 25 libbre standard.
Le valutazioni del dopoguerra sulle prestazioni dell'arma furono generalmente positive. La storiografia ufficiale riconobbe i limiti del QF 25 pdr. Short, ma ha sostenuto che questi erano intrinseci in un progetto specializzato in un ruolo per il quale alcuni compromessi erano necessari e che tutto sommato fu un'arma di successo. Lo storico e maggior generale a riposo Steve Gower ha sostenuto che il cannone è stato senza dubbio uno delle più significative armi sviluppate in Australia durante la seconda guerra mondiale e che esso rappresenta un esempio di successo di adattamento di un'arma straniera alle esigenze dell'Esercito australiano. Allo stesso modo, lo storico australiano Adian Threlfall ha riconosciuto le carenze del progetto, ma ha sottolineato come la rapidità dello sviluppo e della messa in produzione rappresentano un esempio del successo dell'esercito nell'adattarsi alle esigenze della guerra nella giungla. Lo storico britannico Chris Henry si è espresso similmente, dichiarando che il 25 pdr. Short prestò un ottimo servizio e si dimostrò abbastanza robusto da resistere nella giungla, nonostante le modifiche che furono necessarie.